# Тухрина
Тухрина (слч. Tuhrina) насељено је мјесто са административним статусом сеоске општине (слч. obec) у округу Прешов, у Прешовском крају, Словачка Република.

## Становништво
| Година:    | 1994. | 2004.    | 2014.   | 2024.    |
| ---------- | ----- | -------- | ------- | -------- |
| Број људи: | 381   | 435      | 471     | 554      |
| Разлика:   |       | +14,17 % | +8,27 % | +17,62 % |

| Година:    | 2023. | 2024.   |
| ---------- | ----- | ------- |
| Број људи: | 551   | 554     |
| Разлика:   |       | +0,54 % |

Према подацима о броју становника из 2024. године насеље је имало 554 становника.